# Luca Ghiotto

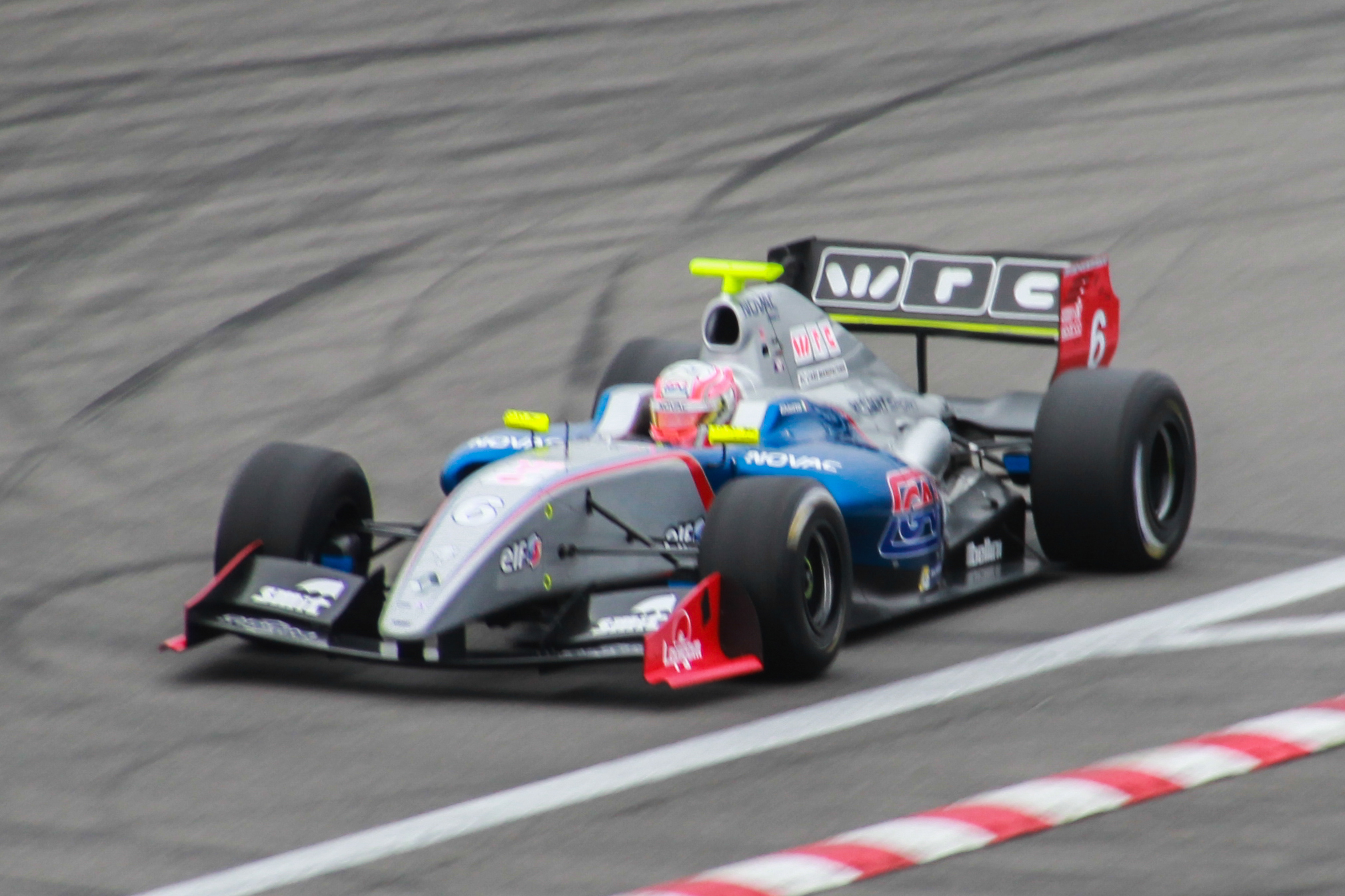
Luca Ghiotto in 2014

Luca Ghiotto (Arzignano, 24 februari 1995) is een Italiaans autocoureur.

## Carrière

### Karting
In 2008 maakte Ghiotto zijn debuut in het karting, waarbij hij de titel behaalde in de KF3-klasse van de Champions Cup, waar hij in 2009 als vierde eindigde. Tot het eind van 2010 bleef hij actief in de KF3-categorie.

### Formule Abarth
In 2011 maakte Ghiotto zijn debuut in het formuleracing, waarbij hij voor het Prema Powerteam ging rijden in de Formule Abarth. Hij eindigde als negende in het Italiaanse kampioenschap met één podiumplaats op het Misano World Circuit, terwijl hij in het Europese kampioenschap als zesde eindigde met vier podiumplaatsen.
In 2012 bleef Ghiotto rijden in de Formule Abarth voor Prema. In zowel het Italiaanse als het Europese kampioenschap verbeterde hij zichzelf met respectievelijk zes en zeven overwinningen naar de tweede plaats, in beide kampioenschappen achter Nicolas Costa.

### Formule Renault
In 2012 nam Ghiotto voor Prema deel aan de laatste raceweekenden van zowel de Formule Renault 2.0 Alps als de Formule Renault 2.0 NEC. In 2013 reed hij fulltime in beide kampioenschappen voor Prema. In de NEC behaalde hij een podiumplaats op het Circuit Paul Ricard en een overwinning op Spa-Francorchamps, waardoor hij als negende in het kampioenschap eindigde. In de Alps behaalde hij vijf overwinningen, waardoor hij als tweede eindigde achter zijn teamgenoot Antonio Fuoco.
In 2014 stapte Ghiotto over naar de Formule Renault 3.5 Series, waar hij naast Pietro Fantin reed voor het team International Draco Racing. Met een vierde plaats op het Autodromo Nazionale Monza als beste resultaat eindigde hij als zeventiende in het kampioenschap met 26 punten.

### GP3
In 2014 maakte Ghiotto tevens zijn debuut in de GP3 Series op Spa-Francorchamps bij Trident Racing, waar hij samen met de eveneens debuterende Konstantin Tereshchenko en John Bryant-Meisner de coureurs Roman de Beer en Mitchell Gilbert verving. In zijn eerste race behaalde hij meteen een verrassende pole position, maar wist deze niet om te zetten naar een overwinning. De vier punten die hij hiervoor kreeg, waren zijn enige punten van het seizoen, waardoor hij als twintigste in het kampioenschap eindigde.
In 2015 stapte Ghiotto fulltime over naar de GP3, waar hij opnieuw voor Trident uitkwam. Hij kende een zeer succesvol jaar waarin hij in vijf van de eerste zes hoofdraces op pole position stond. Hij won vijf races op de Red Bull Ring, de Hungaroring, Spa-Francorchamps, het Sochi Autodrom en het Bahrain International Circuit en stond lange tijd aan de leiding van het kampioenschap. Tijdens het laatste raceweekend verloor hij de leiding uiteindelijk aan Esteban Ocon, die acht punten meer scoorde dan Ghiotto, die tweede werd met 245 punten.

### GP2 en Formule 2
In 2016 maakte Ghiotto voor Trident de overstap naar de GP2 Series. Na een langzame start van het seizoen stond hij tijdens de tweede race op Silverstone voor het eerst op het podium en in de tweede race op het Sepang International Circuit won hij zijn eerste race. Met 111 punten eindigde hij op de achtste plaats in de eindstand.
In 2017 stapte Ghiotto binnen de GP2, dat inmiddels de naam had veranderd naar Formule 2, over naar het team Russian Time. Hij won één race op het Autodromo Nazionale Monza en stond in nog zes andere races op het podium, waardoor hij achter Charles Leclerc, Artjom Markelov en Oliver Rowland vierde werd in het kampioenschap met 185 punten.
In 2018 blijft Ghiotto actief in de Formule 2, maar vanwege het stoppen van Russian Time stapte hij over naar het team Campos Racing. Hij wist zich niet te verbeteren ten opzichte van het voorgaande seizoen en stond in slechts vier races op het podium. Met 111 punten zakte hij naar de achtste plaats in het klassement.
In 2019 stapte Ghiotto binnen de Formule 2 over naar UNI-Virtuosi Racing, dat vanaf dat jaar de inschrijving van Russian Time had overgenomen. In de seizoensopener in Bahrein behaalde hij zijn eerste pole position in het kampioenschap en wist deze op te volgen met een overwinning in de sprintrace. Ook op Silverstone, het Sochi Autodrom en het Yas Marina Circuit wist hij races te winnen, waardoor hij achter Nyck de Vries en Nicholas Latifi derde werd in het klassement met 207 punten.
In 2020 zei Ghiotto de Formule 2 oorspronkelijk vaarwel en zou hij enkel in de GT-racerij uitkomen. Hij keerde naast deze activiteiten echter toch terug in de klasse voor het nieuwe team Hitech Grand Prix. Hij won de sprintrace op de Hungaroring en behaalde verder nog drie tweede plaatsen, waardoor hij met 106 punten als tiende in het kampioenschap eindigde.
In 2022 keerde Ghiotto eenmalig terug in de Formule 2 tijdens het weekend op Monza. Bij het team DAMS was hij de vervanger van Roy Nissany, die te veel strafpunten op zijn licentie had verzameld en daardoor geschorst werd. In de eerste race werd hij dertiende, maar in de tweede race wist hij de finish niet te bereiken.